# Gao Yao
Gao Yao, né le 13 juillet 1970 à Qingdao, est un footballeur international chinois. Il évolue au poste de milieu défensif.

## Biographie
Il a participé à la Coupe du monde 2002 avec la Chine.